# Kirsten Palmer
Kirsten Palmer (født 1. januar 1969 i Hornslet) er en dansk journalist og tidligere studievært på TV 2 News.
Kirsten Palmer blev uddannet fra Danmarks Journalisthøjskole i 1993, og har senest arbejdet som vært og redaktionssekretær på P1 Morgen. Hun var desuden midlertidig vært på DR1's Profilen i foråret 2005. Her vakte hun opsigt ved at være så nedringet, at man kunne se hendes kavalergang, hvilket fortørnede Kvinderådet.
Kirsten Palmer har desuden arbejdet på DR2, hvor hun bl.a. var vært på mange af kanalens Temalørdage. Fra TV 2 News' start i december 2006 var Palmer vært på kanalen.
Privat bor Kirsten Palmer i Brønshøj med sin mand og to børn.